# Insieme autocatalitico
Un insieme autocatalitico è un insieme di entità, ciascuna delle quali può essere formata in modo catalitico da altre entità all'interno dell'insieme, in modo che nel complesso l'insieme sia in grado di catalizzare la sua propria produzione. In questo modo l'insieme è detto autocatalitico. Gli insiemi autocatalitici erano originariamente più concretamente definiti in termini di entità molecolari, ma recentemente sono stati metaforicamente estesi allo studio di sistemi in sociologia ed economia.
Gli insiemi autocatalitici hanno anche la capacità di replicarsi se posti in due luoghi fisicamente separati. I modelli computerizzati illustrano che dividere insiemi autocatalitici porta alla riproduzione di tutte le reazioni del sistema originale in ciascuna metà, similmente alla mitosi cellulare. In effetti, sfruttando i principi dell'autocatalisi, un piccolo metabolismo si può replicare con un livello di organizzazione abbastanza basso. Tale proprietà motiva il perché l'autocatalisi sia parte dell'evoluzione metabolica.
Prima di Watson e Crick, i biologi consideravano gli insiemi autocatalitici il modo in cui il metabolismo funziona in principio, ad esempio una proteina aiuta a sintetizzare un'altra proteina e così via. Dopo la scoperta della doppia elica, venne formulato il dogma centrale della genetica secondo cui il DNA viene trascritto in RNA che viene tradotto in proteina. La struttura molecolare del DNA e dell'RNA, così come il metabolismo che mantiene la loro riproduzione, sono ritenuti essere troppo complessi per essere nati spontaneamente in una volta dal brodo primordiale.
Vari modelli dell'origine della vita sono basati sulla nozione che la vita sarebbe nata dallo sviluppo di un iniziale insieme autocatalitico molecolare che si evolse nel tempo. Molti di questi modelli che sono emersi dallo studio dei sistemi complessi predicono che la vita non sorse da una molecola con particolari tratti (come l'RNA) ma da un insieme autocatalitico.